# Notation académique au Royaume-Uni
Le système britannique de classification de premier cycle est une structure de notation des diplômes de licence et des maîtrises intégrées dans le système universitaire britannique utilisée depuis 1918. Les honneurs étaient alors un moyen de reconnaître les personnes qui faisaient preuve de connaissances approfondies ou d'originalité, par opposition à une réussite relative dans les conditions d'examen. 

## Le système de classification
Aujourd'hui, un bachelor's degree peut être un honours degree (bachelor's with honours) ou un ordinary degree (bachelor's without honours). Honours degrees sont classifiés. Cette classification est souvent basée sur une moyenne pondérée sur une échelle 0-100 % (avec un plus grand coefficient pour les examens dans les dernières années d'études) des notes aux examinations. De règle générale, les honneurs sont les suivants,, :
- First Class Honours (littéralement « Honneurs de première classe », abrégé 1st) : 70–100 % ;
- Second Class Honours (« Honneurs de seconde classe ») :
  - Upper division (« Division supérieure », 2:1) : 60–69 %,
  - Lower division (« Division inférieure », 2:2) : 50–59 % ;
- Third Class Honours (« Honneurs de troisième classe », 3rd) : 40–49 %.

Dans la plupart des établissements, le système laisse une petite marge d'appréciation. Un candidat peut être élevé à la classe d'honneurs supérieure si ses notes moyennes y sont très proches, et s'ils ont soumis plusieurs travaux dignes de la classe supérieure. Cependant, même les étudiants ayant une note moyenne élevée peuvent ne pas être en mesure d'obtenir les honneurs s'ils ont échoué une partie du cours et n'ont donc pas suffisamment de crédits universitaires.

## Équivalence au système universitaire français
Le Centre d'Information National sur la Reconnaissance Académique britannique (National Academic Recognition Information Centre - UK NARIC), donne l'équivalence suivante pour les notes dans le système universitaire en France :
| Note au R.-U. | Mention au R.-U.                   | Note en France | Mention en France |
| ------------- | ---------------------------------- | -------------- | ----------------- |
| 70-100%       | First Class (1st)                  | 16-20          | Très bien         |
| 60-69.99%     | Second Class, Upper Division (2:1) | 14-15.99       | Bien              |
| 60-69.99%     | Second Class, Upper Division (2:1) | 13-13.99       | Assez bien        |
| 50-59.99%     | Second Class, Lower Division (2:2) | 12-12.99       | Assez bien        |
| 40-49.99%     | Third Class (3rd)                  | 10-11.99       | Passable          |
| 0-39.99%      | Fail/Unclassed                     | 0-9.99         | Recalé (fail)     |